# Wjatscheslaw Nikolajewitsch Ionow
Wjatscheslaw Nikolajewitsch Ionow, russisch Вячеслав Николаевич Ионов, (* 26. Juni 1940 in Moskau; † 25. Juni 2012) war ein sowjetischer Kanute. Bei den Olympischen Sommerspielen 1964 in Tokio gehörte er neben Mykola Tschuschykow, Anatoli Grischin und Wolodymyr Morosow zur siegreichen sowjetischen Mannschaft im Viererkajak über die 1000-m-Distanz.
Bei den Kanu-Weltmeisterschaften 1966 in Ostberlin wurde er mit derselben Besetzung Weltmeister über die 10.000-m-Distanz.